# Cnemolia tubericollis
Cnemolia tubericollis là một loài bọ cánh cứng trong họ Cerambycidae.